# Starci (Staro Petrovo Selo)
Starci es una localidad de Croacia en el ejido del municipio de Staro Petrovo Selo, condado de Brod-Posavina.

## Geografía
Se encuentra a una altitud de 248 m s. n. m. a 156 km de la capital nacional, Zagreb.

## Demografía
En el censo 2011 el total de población de la localidad fue de 4 habitantes.
| Gráfica de población de Starci 1857-2011                            |
|                                                                     |
| Según los censos de población de la oficina estadística de Croacia. |